# Friedrich Georg Jünger
Friedrich Georg Jünger, född 1 september 1898 i Hannover, död 20 juli 1977 i Überlingen, var en tysk diktare, romanförfattare och kulturkritisk filosof. Bror till författaren Ernst Jünger.
1916 anmälde sig Friedrich Georg Jünger som krigsfrivillig i första världskriget, liksom sin äldre bror Ernst. Han blev svårt sårad i slaget vid Langemark, och återvände aldrig till fronten. Efter kriget studerade han juridik vid universitetet i Leipzig och Halle an der Saale.
Jünger var aktiv skribent i radikala och nationalistiska tidskrifter, och tillhörde tillsammans med sin bror Ernst den strömning som kallades den nya nationalismen eller konservativa revolutionen. Jünger förhöll sig kritisk till den nationalsocialistiska regimen, och hans kulturkritik övergick från att ha varit radikal till en mer konservativt präglad teknikkritik. 
Efter andra världskriget tillhörde Jünger de första skribenter som uppmärksammade och varnade för vad den pågående rovdriften av jorden kunde få för konsekvenser för mänskligheten och miljön. Förutom tekniken utgjorde den klassiska grekiska diktningen och mytologin ett viktigt tema i hans författarskap.